# Santa Anna de Jújols
Santa Anna de Jújols és una capella-oratori del poble de Jújols, en el terme del mateix nom, de la comarca del Conflent, a la Catalunya del Nord.
És a prop de l'església parroquial de Sant Julià i Santa Basilissa.